# Stade helvétique Marseille
Stade helvétique de Marseille byl francouzský fotbalový klub z Marseille.
Klub založila roku 1904 švýcarská komunita z Marseille. Roku 1932 zanikl. 3× byl mistrem Francie.

## Historie
Klub založila roku 1904 švýcarská komunita z Marseille pod názvem La Suisse. Následně se klub přejmenoval na Stade helvétique.
V letech 1909 až 1914 vyhrál tým 6× v řadě regionální ligu Littoral a hrál o titul mistra Francie, který získal v letech 1909, 1911 a 1913.
V roce 1916, během 1. světové války, klub ukončil činnost. Byl obnoven roku 1927, ale změnil dresy, aby byly stejné jako dresy švýcarské reprezentace. Velká hospodářská krize oslabila švýcarskou komunitu v Marseille a klub byl roku 1932 zrušen.

## Získané trofeje

### Vyhrané domácí soutěže
- 1. francouzská liga ( 3× )

(1909, 1911, 1913)